# Tout est illuminé (film)
Pour le roman de Jonathan Safran Foer, voir Tout est illuminé (roman).
Pour plus de détails, voir Fiche technique et Distribution.
Tout est illuminé (titre original : Everything Is Illuminated) est un film américain de Liev Schreiber, sorti en 2005. Il est adapté du roman éponyme de Jonathan Safran Foer, paru en 2002.

## Synopsis
Jonathan Safran Foer est un collectionneur de mémoire : des photos, des cartes, des fausses dents, des mains sales… Tous les objets qu'il collectionne sont scellés dans des sacs et montés sur un mur. À la veille de la mort de sa grand-mère, celle-ci lui confie une photo pour "sa collection"...cette ancienne photo représente son grand-père accompagné d'une jeune Ukrainienne du temps de la Seconde Guerre mondiale.
Ainsi débute l'aventure de Jonathan Foer, un jeune juif des États-Unis, qui se rend en Ukraine à la recherche d'Augustine, la femme qui sauva son grand-père Safran des nazis en 1942. Il se fait guider par Alex et son grand-père, qui aident régulièrement des juifs à retrouver leurs ancêtres. Ils finissent par retrouver la sœur d'Augustine qui leur raconte l'histoire de Safran. Augustine était enceinte, et Safran était le père. Il était parti aux États-Unis pour trouver un logement pour eux, et Augustine a été tuée par des Allemands une semaine après son départ.
À l'occasion de ce voyage, le grand-père se souvient de son passé : il était juif, et après avoir échappé à la mort lors d'un peloton d'exécution organisé par des Allemands pendant la Seconde Guerre mondiale, il décide de ne plus se considérer comme juif. Il se suicide sur le chemin du retour.

## Fiche technique
- Titre : Tout est illuminé
- Titre original : Everything is illuminated
- Réalisation : Liev Schreiber
- Scénario : Liev Schreiber, adapté du roman éponyme de Jonathan Safran Foer sorti en 2002
- Producteurs : Peter Saraf et Marc Turtletaub
- Coproducteur : Tom Karnowski
- Producteur exécutif : Matthew Stillman
- Sociétés de production : Warner Independent Pictures et Big Beach
- Musique : Paul Cantelon
- Photographie : Matthew Libatique
- Pays d'origine : Ukraine et États-Unis
- Budget : 7 000 000 $
- Format : couleur - format télévision
- Genre : comédie dramatique, aventure
- Durée : 106 minutes
- Date de sortie : 16 septembre 2005

## Distribution
- Elijah Wood (VF : Alexandre Gillet) : Jonathan Safran Foer
- Eugene Hütz : Alex
- Boris Leskin : le grand-père
- Laryssa Lauret : Lista
- Zuzana Hodkova : la mère d'Alex
- Elias Bauer : le berger
- Lemeshev : un membre du groupe de musique
- Pamela Racine : le batteur du groupe de musique
- Jonathan Safran Foer : le souffleur de feuille

## Autour du film
- Bien que censé se dérouler en Ukraine, le film a été tourné en République tchèque et la langue parlée est principalement l'anglais.
- La version française du film est entièrement sous-titrée.

## Récompense
- Liev Schreiber a gagné le prix de la Lanterne magique à la Mostra de Venise.

## Musique
La musique du film Everything Is Illuminated comprend plusieurs compositions, dont celles d'un groupe de ska russe Leningrad et de Gogol Bordello, dont le chanteur Eugene Hütz joue le rôle d'Alex dans le film (Minus la moustache). Le single de DeVotchKa, How It Ends, qu'on peut entendre dans la bande annonce, ne figure pas dans le film.